# For Ever Mozart
Pour plus de détails, voir Fiche technique et Distribution.
For Ever Mozart est un film franco-suisse réalisé par Jean-Luc Godard, sorti en 1996.
Le titre du film est un jeu de mots bilingue. Alors qu'il signifie littéralement en anglais « Mozart à jamais », il est également intentionnellement conçu pour être lu en français « Faut rêver Mozart ».

## Synopsis
Le film est divisé en quatre parties, auxquelles Godard a ultérieurement attribué quatre titres.

### Théâtre
Dans la première partie, Vicky Vitalis, un réalisateur âgé, procède à une audition d'interprètes pour un nouveau projet intitulé Boléro fatal, avec l'aide de son neveu, Jérôme. Un groupe d'acteurs se présente à l'audition, mais Vicky n'est satisfait par aucune de leurs interprétations. Le metteur en scène parvient néanmoins à obtenir un financement du baron Félix, qui lui même fait venir une des actrices, Sabine, au grand dam du petit ami de Sabine. Plus tard, Jérôme accompagne la fille de Vicky, Camille, professeur de philosophie, qui cherche une copie du Jeu de l'amour et du hasard, la pièce de Marivaux. Elle a l'intention de monter la pièce dans la ville de Sarajevo, alors déchirée par la guerre de Bosnie-Herzégovine. Mais, ne trouvant pas d'exemplaire de l'œuvre, elle se rabat sur On ne badine pas avec l'amour d'Alfred de Musset, constatant avec joie qu'elle porte le même nom que l'héroïne de la pièce. Jérôme, épris de sa cousine, décide de partir avec elle à Sarajevo, au grand dam de sa mère Sylvie. Sylvie persuade son frère Vicky de les accompagner, et Jamila, la bonne de la famille, décide également de partir. Camille et Jérôme décident de faire jouer à Jamila le personnage de Rosette de la pièce.

### On ne pas badine pas avec l'amour à Sarajevo
Dans la deuxième partie, Vicky et les trois jeunes, Camille, Jérôme et Jamila, prennent un train pour la Bosnie et vivent dans la nature. De plus en plus incapable de partager l'idéalisme de ses jeunes protégés, Vicky les abandonne, jouant le rôle d'un Européen de l'Ouest qui tourne le dos aux horreurs de la guerre en Bosnie. Le spectre des chars commence à apparaître dans la forêt, et peu après, les trois jeunes gens sont capturés par des paramilitaires serbes et emmenés dans un manoir abandonné que les paramilitaires utilisent comme base. Là, Camille et Jérôme creusent métaphoriquement leur propre tombe lorsqu'ils corrigent un commandant serbe sur son récit de la participation de Georges Danton à la Révolution française. Après avoir été violés par voie anale, Camille et Jérôme sont forcés de creuser littéralement leurs propres tombes et se font tuer lors de l'attaque de la base qui s'ensuit. Jamila, et un soldat qui s'est pris d'affection pour elle, parviennent à s'échapper.

### Le film de l'intranquillité
Dans la troisième partie, Vicky travaille sur Boléro fatal au bord de la mer. Le baron Félix, le producteur du film, pérore dans un casino voisin. Là, l'ancienne actrice Sabine, devenue l'assistante dévouée du baron, transcrit les dialogues d'un film pornographique ayant la sodomie pour sujet principal pendant que le baron distribue l'argent pour le film de Vicky. Sur la plage, Vicky dispose une actrice et un acteur anonymes sur le sable en imitant les morts de Camille et de Jérôme. Plus tard, il filme inlassablement l'actrice, prise après prise, alors qu'elle tente d'articuler son texte — des paroles prononcées antérieurement par Camille — sous un déluge de vent et de pluie. Le vieux réalisateur finit par demander à la jeune actrice de crier simplement « oui ». La scène suivante se déroule lors de l'avant-première du film dans un petit cinéma. Des gens qui font la queue n'arrivent même pas à entrer. Réalisant qu'il s'agit d'un film d'art et d'essai tourné en noir et blanc, dépeignant les horreurs de la guerre, et pas le moins du monde d'un film lubrique, ils s'en vont, dégoûtés, voir un film intitulé Terminator 4, tandis que le propriétaire du cinéma s'empresse d'enlever les affiches du film. L'ex-petit ami de Sabine arrive et déclare au baron Félix que « justice a été rendue ».

### For Ever Mozart
Dans le quatrième et dernier segment, un groupe de personnes entre dans une salle richement décorée pour assister à un concerto pour piano de Mozart interprété par un orchestre de jeunes gens. La représentation ne peut commencer avant que le pianiste, un jeune homme effacé en tenue d'époque, ne demande à l'un des acteurs du Boléro fatal de lui tourner les pages de la partition. Alors que la représentation commence, Vicky, fatigué, suit le rythme de la musique dans le couloir, sans parvenir à dépasser le haut des escaliers. À l'intérieur, la musique continue d'être jouée et les pages, qui montrent la notation soigneusement rédigée par Mozart, continuent d'être tournées.

## Fiche technique
Sauf indication contraire, les informations mentionnées dans cette section peuvent être confirmées par la base de données cinématographiques Unifrance,  présente dans la section « Liens externes ».
- Titre original : For Ever Mozart[2]
- Réalisateur : Jean-Luc Godard
- Scénario : Jean-Luc Godard
- Photographie : Christophe Pollock, Katell Djian, Jean-Pierre Fedrizzi
- Montage : Jean-Luc Godard
- Musique : Ketil Bjørnstad
- Décors : Ivan Niclass
- Costume : Nadine Butin, Marina Zuliani
- Premier Assistant Réalisateur : Gilbert Guichardière
- Son : François Musy, Olivier Burgaud
- Producteurs : Alain Sarde, Ruth Waldburger
- Production : Marie-Christine Delmote, Hervé Duhamel, Véronique Fraget, Laurent Maillefer, Philippe Saal
- Sociétés de production : Avventura Films, Vega Film, ECM Records, Auvergne-Rhône-Alpes Cinéma, France 2 Cinéma, Peripheria, RTS - Radio Télévision Suisse
- Sociétés de distribution : Les Films du losange, Gaumont
- Pays de production :  France |  Suisse
- Langue originale : français
- Genre : comédie dramatique
- Durée : 84 minutes
- Dates de sortie :
  - France : 27 novembre 1996

## Distribution
- Madeleine Assas : Camille
- Ghalya Lacroix : Rosette
- Bérangère Allaux : l'actrice
- Vicky Messica : le metteur en scène
- Frédéric Pierrot : Jérôme
- Harry Cleven : le grand écrivain
- Michel Francini : le baron
- Sabine Bail : l'amie du baron
- Max André : le conseiller
- Xavier Boulanger
- Sarah Bensoussan
- Sylvie Herbert : la maman
- Cécile Reigher : l'assistante-opératrice
- Dominique Pozzetto : le stagiaire
- Yasna Zivanovic : le Yougoslave
- Nathalie Dorval : le journaliste
- Dan Thorens : le Serbe
- Juliette Subira : l'infirmière de la Croix-Rouge
- Euryale Wynter (M-Joseph Lebrun) : Mozart
- Karine Belly : l'amie
- Claire Laroche
- Salvatore Orlando : le voyageur arabe
- Daniel Krellenstein, Jean Grécault, Béatrice Avoine, Marc Faure, Valerio Popesco, Gérard Baume, Norbert Krief, Cécile Caillaud, Nedeljko Grujic, Hervé Langlois, Alain Moussay, Stéphanie Lagarde, Zbigniew Horoks, Stanislas Gaczol

## Production
Le point de départ du film est un article de Philippe Sollers dans Le Monde sur l'idée de Susan Sontag de monter une représentation d'En attendant Godot de Samuel Beckett à Sarajevo en pleine guerre de Bosnie-Herzégovine. Cette idée paradoxale de jouer une pièce sur l'amour sur les planches du théâtre de guerre du siège de Sarajevo intrigue Godard. Dans l'article, Sollers critique le projet, estimant que Beckett est trop déprimant pour la guerre de Bosnie, et suggère plutôt Le Jeu de l'amour et du hasard de Marivaux. Godard lui-même n'a pas trouvé la pièce à la librairie de Rolle, sa ville natale, et lui a donc substitué la pièce d'Alfred de Musset (On ne badine pas avec l'amour), comme le fait Camille dans le film.

## Accueil critique
Dans Variety, le critique anglo-australien David Stratton qualifie le film d'« effroyablement superficiel et insensible » pour sa « banalisation du massacre en Bosnie », tandis que Jonathan Rosenbaum déclare que le film est « le moins inspiré de Godard depuis la fin des années 60 ». Les critiques français ont été beaucoup plus réceptifs. Aux États-Unis, Amy Taubin, écrivant dans The Village Voice, a soutenu sans réserve le film en déclarant : « En confrontant l'échec de l'art à changer le cours de l'histoire et l'obligation morale de l'artiste à témoigner néanmoins de son époque, For Ever Mozart foule un terrain si familier qu'il ne peut être joué que comme une farce.... À l'ère de la déraison... les belles images... ... se heurtent, se fragmentent et s'envolent ».

« Ce qui frappera peut-être les spectateurs et auditeurs de For Ever Mozart, c'est de découvrir à quel point Jean-Luc Godard, roi des fous et poète en chef du cinématographe, s'est livré à un travail chorégraphique. Rarement Godard, qui s'est pourtant beaucoup frotté à la question du mime, n'a en effet été si proche du travail d'un maître de ballet — d'une Pina Bausch ou d'un William Forsythe. On jugera inévitable ce glissement vers l'expression corporelle : c'est principalement de la guerre dont parle JLG. Il a choisi la guerre de Bosnie, la plus proche de nous jusqu'à nouvel ordre, dans la géographie et dans l'histoire. Mais pour éviter l'obscénité du spectacle de la guerre, il devait aussi en transfigurer les victimes, rendre à leurs corps la liberté poétique : les personnages de For Ever Mozart dansent sur un volcan. »

— Olivier Séguret dans Libération.
Dans un entretien avec le critique Richard Brody en 2000, Godard lui-même dit qu'il ne trouve pas le film très bon. Il juge le film trop théorique.